# والاکن
والاکن (به لاتین: Walakan) یک منطقهٔ مسکونی در افغانستان است که در ولسوالی قندهار واقع شده‌است.